# Dominique Fortuné Maggesi
Dominique Fortuné Maggesi, nom francisé de Domenico Maggesi, dit aussi Dominique Félix Maggesi, né à Carrare le 17 mai 1801 et mort à Bordeaux le 6 février 1892, est un sculpteur français d'origine italienne.

## Biographie
Domenico Maggesi est né à Carrare, ville de Toscane en Italie, célèbre pour ses carrières de marbre. Il y apprend la taille à l'école de sculpture où il est l'élève de Bartolem. Naturalisé français, il s'installe à Bordeaux dès 1829, dont il devient le statuaire officiel entre 1832 et 1888 après avoir été sollicité pour travailler à la façade de l'église Saint-Seurin. Maggesi y vit jusqu'à sa mort. Il réalise de nombreux bustes en marbre de Carrare, commandés par la bourgeoisie bordelaise.
Il enseigne son art dans son atelier bordelais et a pour élève René Princeteau. Par ailleurs, il participe aux Salons de Paris en 1838, 1841, 1844 et 1847. En 1833, il est élu à l'Académie des sciences, belles-lettres et arts de Bordeaux, qu'il quittera en 1850 sans avoir effectué de communication.
Dominique Fortuné Maggesi est inhumé à Bordeaux au cimetière de la Chartreuse.

## Œuvres dans les collections publiques
- Bordeaux :
  - musée des Beaux-Arts : 
    - Buste de M. Lainé, 1858-1859, marbre[7] ;
    - La Dordogne, 1851, étude en plâtre[8] ;
    - La Garonne, 1851, étude en plâtre[9] ;
    - Le Génie de la sculpture dégrossissant le masque de Jupiter, 1838, pierre[10] ;
    - Michel Montaigne, 1834-1839, bas-relief en marbre[11] ;
    - Buste d'Aubert de Tourny, 1852, marbre[12] ;
    - Buste de Charles Fieffé, vers 1880, marbre[13] ;
    - Buste de M. Ravez, 1861, marbre[14] ;
    - Buste de Pierre Lacour fils, ou Buste d'Henri de Fonfrède (ancien titre), plâtre[15] ;
    - Buste de Théodore Ducos, 1855-1856, marbre[16] ;
    - Buste de Victor Louis, 1834, marbre[17] ;
    - Buste du général Pierre de Pelleport (1773-1855), marbre[18] ;
    - Buste du baron Portal D'Albaredes, vers 1856, marbre[19] ;
    - Buste du duc d'Orléans, fils de Louis Philippe, 1858, marbre[20] ;
    - Buste du maréchal Bugeaud (1784-1849), 1852, marbre[21].

  - musée d'Aquitaine : Jean-Jacques Bosc, buste en marbre[22].
  - Parc bordelais : Monument à Camille Godard, 1889, buste en pierre.
  - place des Quinconces : Montaigne et Montesquieu, statues en marbre blanc, exécutées entre 1843 et 1847 et mises en place en 1858. Elles étaient initialement destinées pour les allées de Tourny[23]. Elles sont inscrites depuis juin 2008 sur l'Inventaire supplémentaire des objets mobiliers classés[24].
  - palais de justice : Montesquieu, D'Aguesseau, Michel de L'Hospital et Malesherbes, statues[25].

Œuvres de Dominique Fortuné Maggesi
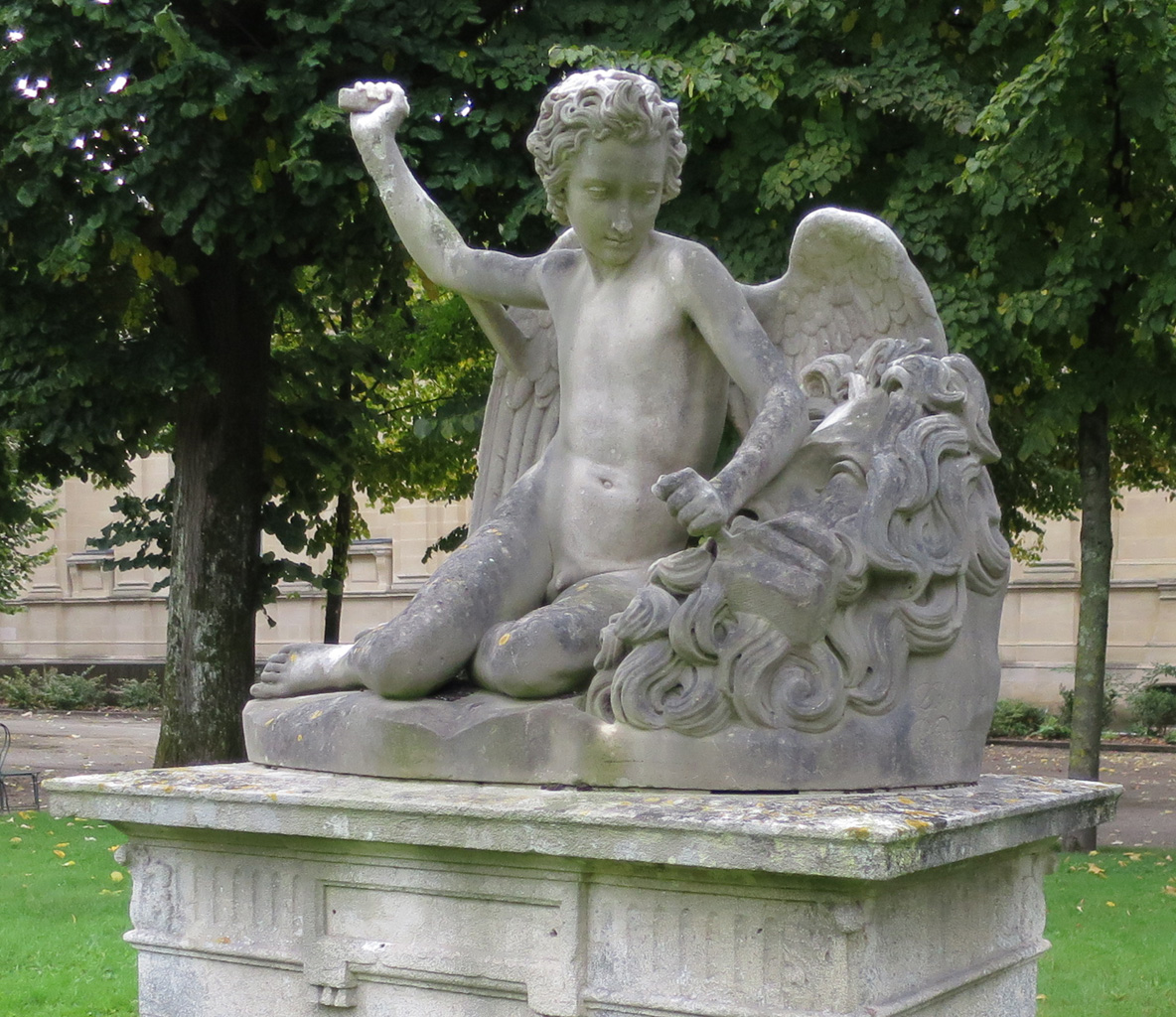
Le Génie de la sculpture dégrossissant le masque de Jupiter (1838), musée des Beaux-Arts de Bordeaux.
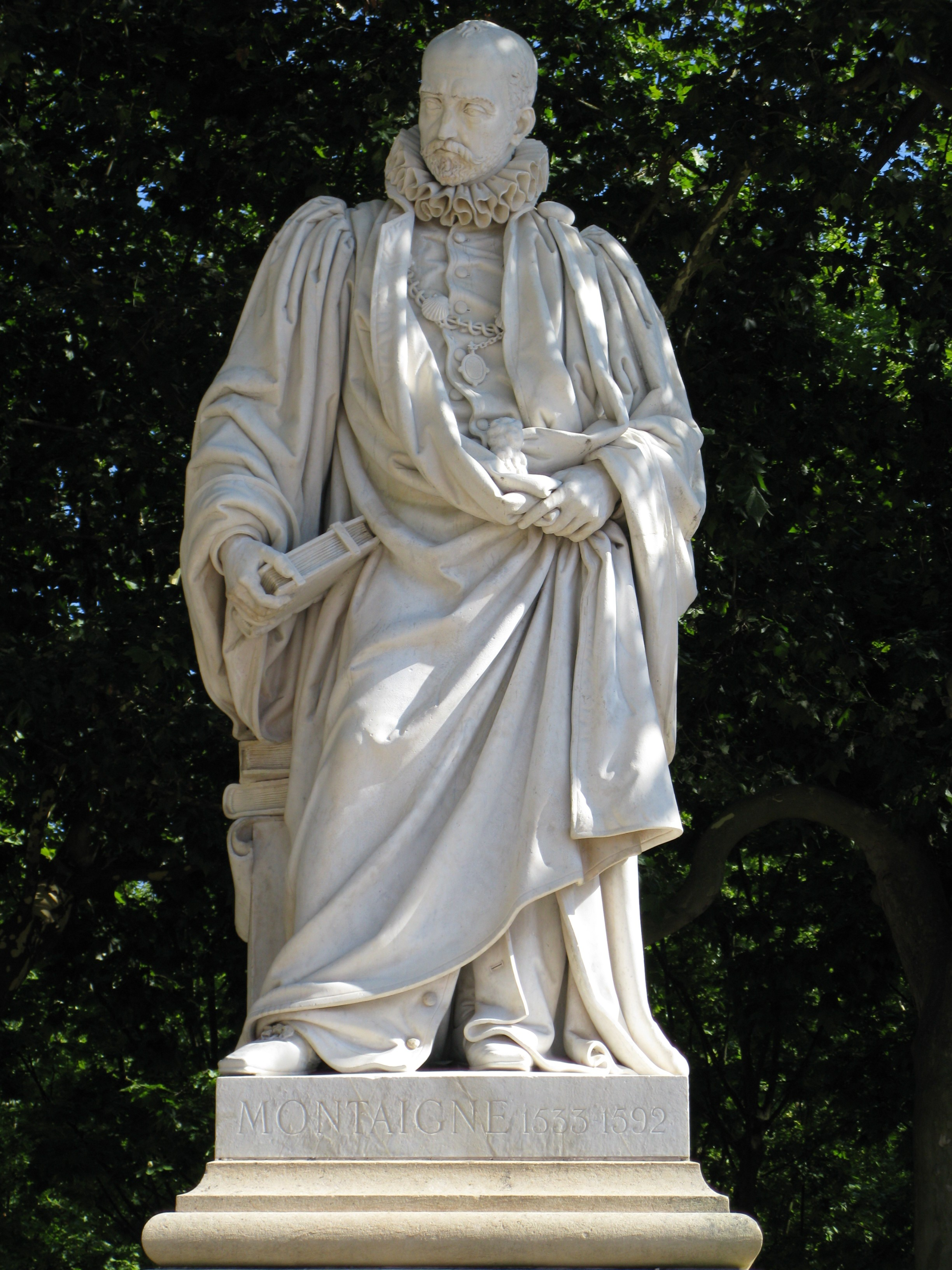
Montaigne (1858), marbre, Bordeaux, place des Quinconces.
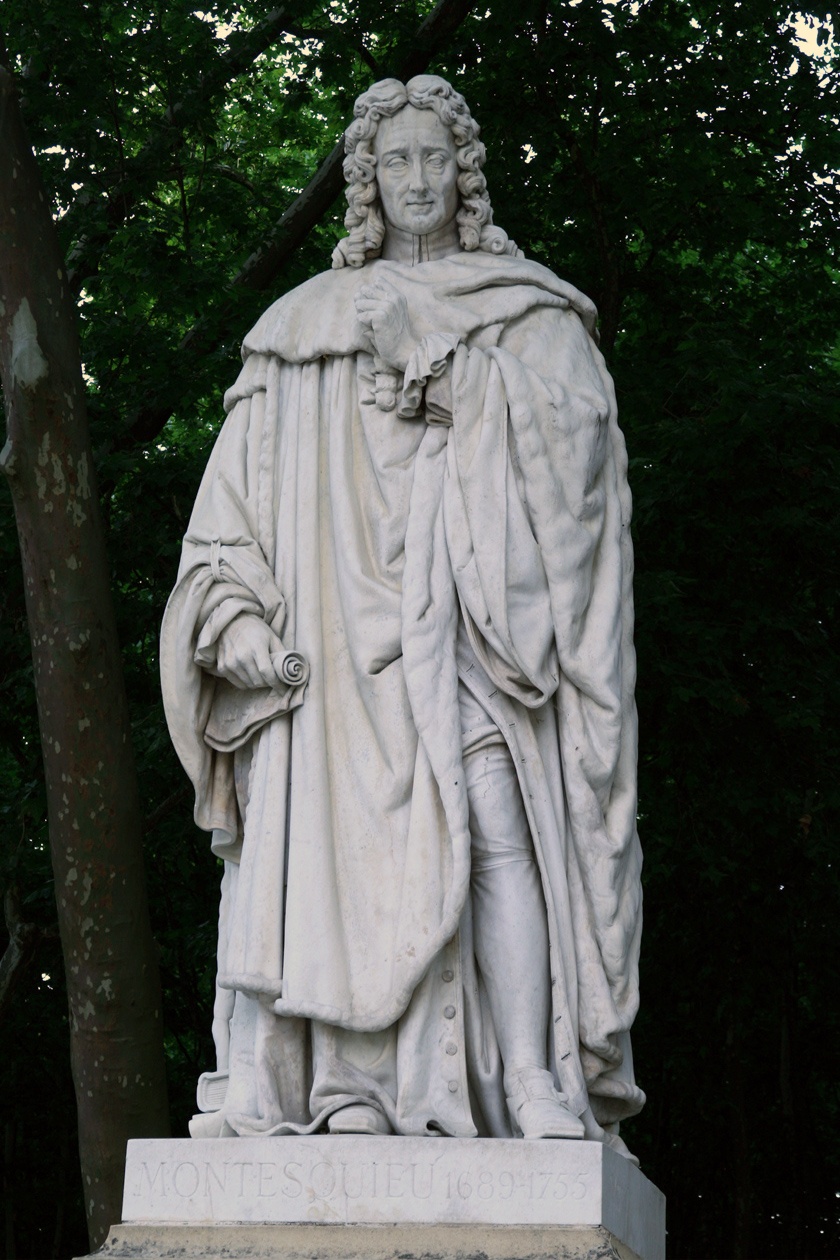
Montesquieu (1858), marbre, Bordeaux, place des Quinconces.

## Hommage et postérité
Afin d'honorer le sculpteur officiel de la Ville de Bordeaux, son buste sculpté par les élèves de l'école Pietro-Tacca de Carrare a été inauguré en 2006 sur la terrasse Burguet du Jardin public. Il a été volé en 2015.